# Садерн Судан ерлајнс
Садерн Судан ерлајнс (енгл. Southern Sudan Airlines) је авио-компанија са седиштем у граду Џуби у Јужном Судану. Основана је септембру 2005. године, а њен председник је Џозеф Стамбули.

## Дестинације
Компанија Садерн Судан ерлајнс послује на 18 дестинација, 16 домаћих и две иностране.
Домаће
- Аеродром Џуба
- Аеродром Авејл
- Аеродром Малакал
- Аеродром Румбек
- Аеродром Вав
- Аеродром Бентију
- Аеродром Бор
- Аеродром Јамбјо
- Аеродром Јеј
- Аеродром Капоета
- Аеродром Мариди
- Аеродром Нимуле
- Аеродром Торит
- Аеродром Тумбура
- Аеродром Ренк
- Аеродром Насир
- Падак

Иностране
- Најроби ( Судан)
- Ентебе ( Уганда)